# 長津湖
長津湖（チャンジンホ、ちょうしんこ）は、朝鮮民主主義人民共和国咸鏡南道長津郡の人工湖で、朝鮮戦争の長津湖の戦いがおこった場所である。長津湖は長津江にダムを設置して作った人工湖である。